# Parafia św. Jana Pawła II w Nowym Targu
Parafia świętego Jana Pawła II w Nowym Targu – parafia należąca do dekanatu Nowy Targ archidiecezji krakowskiej. Została utworzona w 2006. Kościół parafialny mieści się przy ulicy Szaflarskiej. Jest to pierwsza parafia pod tym wezwaniem w archidiecezji krakowskiej. Kościół parafialny jest sanktuarium św. Jana Pawła II.

## Historia
Parafię na Równi Szaflarskiej utworzył 3 grudnia 2006 roku kardynał Stanisław Dziwisz. Pierwszym proboszczem został dotychczasowy wikariusz parafii Najświętszego Serca Pana Jezusa w Nowym Targu ksiądz Jan Karlak R.m.
9 listopada 2008 roku kardynał Stanisław Dziwisz wmurował kamień węgielny kościoła parafialnego.
1 maja 2011 roku, w dniu ogłoszenia beatyfikacji Jana Pawła II przez papieża Benedykta XVI, kardynał Stanisław Dziwisz nadał parafii tytuł bł. Jana Pawła II. Jest to pierwsza parafia w Polsce pod takim wezwaniem. Od 27 kwietnia 2014 roku, kiedy w Watykanie odbyła się kanonizacja Jana Pawła II, parafia działa pod jego wezwaniem.
21 października 2017 r. arcybiskup Marek Jędraszewski konsekrował kościół, a 11 września 2021 r. ustanowił go sanktuarium św. Jana Pawła II.